# مالیه گاینی
مالیه گاینی (انگلیسی: Malyye Gayny) یک شهرک در شهرستان میاکینسکی استان باشقیرستان کشور روسیه است.